# Abendberg (Haibach)
Abendberg ist ein  und ein Gemeindeteil von Haibach im niederbayerischen Landkreis Straubing-Bogen.
Der Weiler auf der Gemarkung Elisabethszell liegt in dreieinhalb Kilometer Entfernung (Luftlinie) östlich des Ortskerns von Haibach an einer Straße, mit der die Wohnplätze oberhalb von Elisabethszell am Südwesthang von Hadriwa und Pfarrerberg erschlossen werden. Bis Ende 1977 war es ein Gemeindeteil der zum 1. Januar 1978 aufgelösten Gemeinde Elisabethszell.
In den Unterlagen zur Volkszählung 1987 wird der Ort als Einöde mit zwei Wohngebäuden beschrieben, inzwischen gibt es drei Wohngebäude (Stand 2020).

## Geschichte
Der Ortsname geht zurück auf den Flurnamen Abend-Berg.
In der Matrikel des Bistums Regensburg von 1838 wird für Abendberg ein Haus genannt, spätestens ab 1885 bis nach 1950 gibt es drei Wohngebäude und 1961 sind es zwei Wohngebäude.
Einwohnerentwicklung
| Jahr               | 1838 | 1861 | 1871 | 1885 | 1900 | 1925 | 1950 | 1961 | 1970 | 1987 | 2020 |
| ------------------ | ---- | ---- | ---- | ---- | ---- | ---- | ---- | ---- | ---- | ---- | ---- |
| Einwohner          | 3    | 8    | 14   | 13   | 9    | 16   | 17   | 16   | 14   | 12   |      |
| Häuser/Wohngebäude | 1    |      |      | 3    | 3    | 3    | 3    | 2    |      | 2    | 3    |